# Мадона (район)
Вижте пояснителната страница за други значения на Мадона.
Мадона (на латвийски: Madonas rajons) е район в централна източна Латвия. Административен център е град Мадона. Населението на района е 44 306 души, а територията е 3349 km2. Районът граничи с Цесис на запад, Айзкраукле и Огре на югозапад, Валмиера на изток, Йекабпилс на юг, Балви на североизток и с Резекне на север.
В Мадона се намира най-високата точка в Латвия Гайзинкалнс (312 m), а районът граничи с най-голямото езеро в страната Лубанс.

## Населени места
- Цесвайне
- Лубана
- Мадона
- Варакляни

### Други населени места
| - Арона - Баркава - Берзауне - Вестиена - Дзелзава - Ергли - Индрани - Калснавас - Лаздонас - Лаудона |  | - Лиезере - Марциена - Метриена - Мурмастиенес - Ошупе - Праулиене - Саркани - Сауснея - Юмурда |